# Corchorus
Corchorus ist eine Pflanzengattung in der Familie der Malvengewächse (Malvaceae). Die 40 bis 100 Arten kommen in tropischen und subtropischen Regionen vor.

## Beschreibung

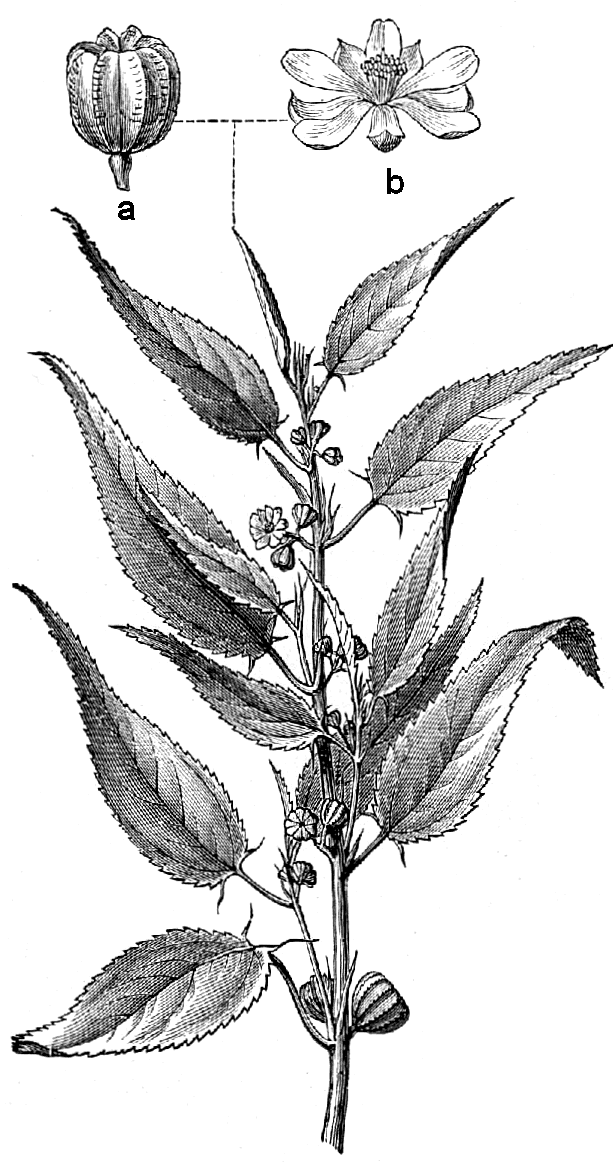
Illustration der Rundkapseligen Jute (Corchorus capsularis)

### Erscheinungsbild und Blätter
Corchorus-Arten wachsen meist als einjährige oder ausdauernde krautige Pflanzen, Halbsträucher oder seltener Sträucher. Die oberirdischen Pflanzenteile besitzen oft einfache und sternförmige Haare (Trichome). Die wechselständig angeordneten Laubblätter sind gestielt. Die einfachen, papierartigen Blattspreiten sind lanzettlich und 5 bis 15 cm lang. Die Blattränder sind gekerbt, gezähnt bis gesägt. Die Nebenblätter sind fadenförmig.

### Blütenstände und Blüten
Die Blüten stehen einzeln oder sind zu zweit bis fünft, selten bis zu acht in zymösen, doldigen oder traubigen Blütenständen zusammengefasst, die in den Blattachseln oder an den Zweigen zwischen den Blattachseln stehen. Es ist ein kurzer Blütenstandsschaft vorhanden. Es ist ein sehr kurzer bis höchstens kurzer Blütenstiel vorhanden. Manche Arten besitzen einen Außenkelch. Die kleinen, zwittrigen Blüten sind meist vier- bis fünfzählig, sind radiärsymmetrisch bis teilweise zygomorph. Es sind selten vier oder meist fünf freie Kelchblätter vorhanden. Die selten vier oder meist fünf freien Kronblätter sind gelb. Die acht bis zwanzig (selten bis zu 100) freien, fertilen Staubblätter sind manchmal asymmetrisch angeordnet. Zwei bis fünf Fruchtblätter sind zu einem oberständigen, zwei- bis fünfkammerigen Fruchtknoten verwachsen. Jede Fruchtknotenkammer enthält viele Samenanlagen. Der kurze Griffel endet in einer schild- oder scheibenförmigen, gewellten, kurz gelappten, gekerbten, gezähnten oder papillösen Narbe.

### Früchte und Samen
Die lineal-länglichen zylindrischen oder fast kugeligen, manchmal kantigen oder stacheligen Kapselfrüchte öffnen sich mit zwei bis fünf Klappen und enthalten viele hängend oder horizontal angeordnete Samen; sie können zwischen den Samen transversal septiert sein. Die Samen enthalten Endosperm und einen gekrümmten Embryo mit zwei dünnen, herzförmigen Keimblättern (Kotyledonen).

## Systematik
Die Gattung Corchorus wurde 1753 durch Carl von Linné in Species Plantarum, 1, S. 529–530 aufgestellt. Als Lectotypus wurde 1929 durch N. L. Britton & Millspaugh in Bahama Fl., S. 262 Corchorus olitorius L. festgelegt. Synonyme für Corchorus L. sind: Nettoa Baill., Oceanopapaver Guillaumin, Rhizanota Lour. ex Gomes. Die Gattung Corchorus L. wurde früher in die frühere Familie Tiliaceae gestellt; heute gehört sie in die Unterfamilie der Grewioideae innerhalb der Familie der Malvaceae.

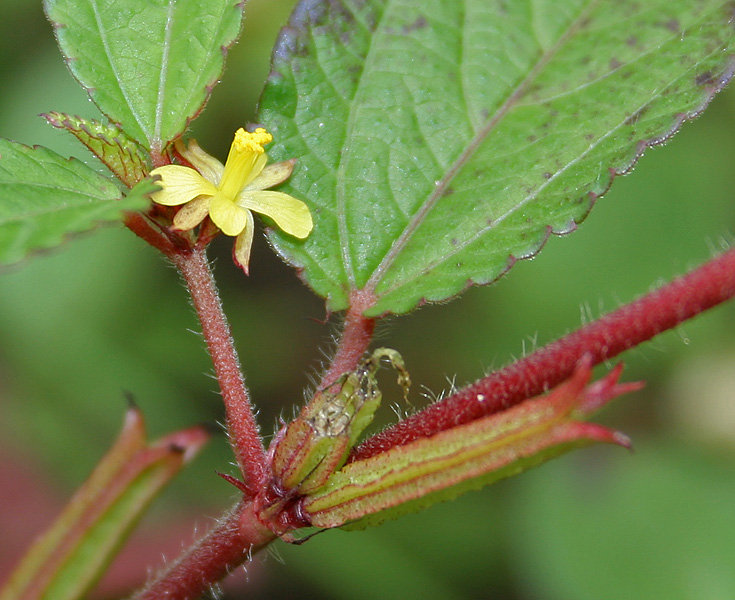
Blüte und behaarte vegetative Pflanzenteile von Corchorus aestuans

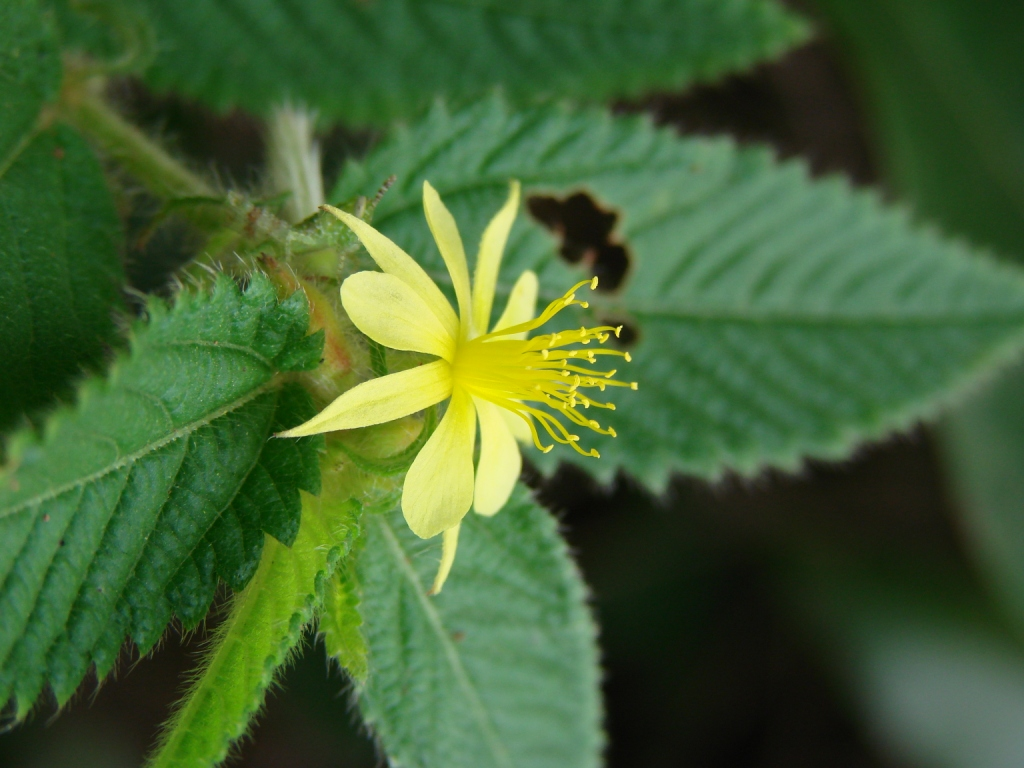
Corchorus hirtus

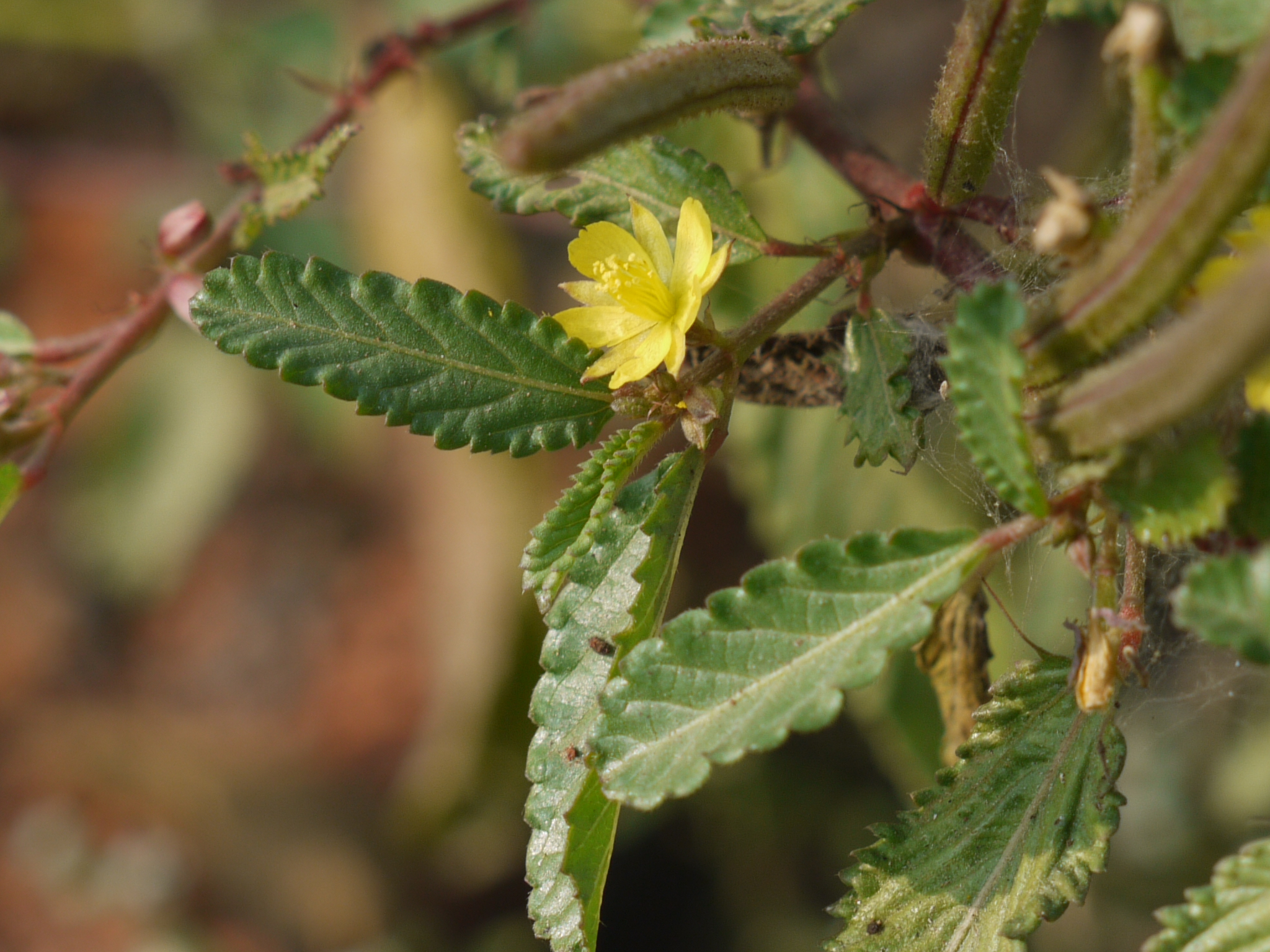
Corchorus trilocularis

Es gibt 40 bis 100 Corchorus-Arten (Auswahl):
- Corchorus aestuans L.: Sie kommt in Mexiko, in Mittelamerika, auf Inseln der Karibik und im nördlichen Südamerika vor und ist in anderen Ländern der Tropen ein Neophyt.[2]
- Corchorus africanus Bari[3]
- Corchorus angolensis Exell & Mendonça[3]
- Corchorus aquaticus Rusby[3]
- Corchorus argillicola Moeaha & P.J.D.Winter: Sie wurde 2006 aus dem südlichen Afrika erstbeschrieben[3]
- Corchorus asplenifolius Burch.: Sie kommt vom südlichen tropischen bis ins südliche Afrika vor.[3]
- Rundkapselige Jute (Corchorus capsularis L.): Die Heimat ist Indien bis China[3]; sie ist vielfach in den Tropen ein Neophyt.[2]
- Corchorus carnarvonensis Halford: Dieser Endemit kommt nur im westlichen Western Australia vor.[3]
- Corchorus confusus Wild: Sie kommt vom südlichen tropischen bis ins südliche Afrika vor.[3]
- Corchorus cunninghamii F.Muell.: Südöstliches Queensland bis nordöstliches New South Wales.[3]
- Corchorus depressus (L.) Stocks: Makaronesien bis Indien.[3]
- Corchorus fascicularis Lam.: Tropen der Alten Welt.[3]
- Corchorus hirtus L. (Syn.: Corchorus pilolobus Link non Corchorus hirtus Thunb., dies ist ein Synonym von Zelkova serrata (Thunb.) Makino): Sie ist von den südlichen Vereinigten Staaten über Mexiko, Zentralamerika und auf Inseln in der Karibik bis Südamerika weitverbreitet.[2]
- Corchorus junodii N.E.Br.: Mosambik bis südliches Afrika.[3]
- Corchorus kirkii N.E.Br.: Mosambik, Simbabwe, Botswana, nördliches Südafrika.[3]
- Corchorus longipedunculatus Mast.: Südliches tropisches Afrika bis Mpumalanga.[3]
- Corchorus neocaledonicus Schltr.: Es ist die einzige Art der Gattung in Neukaledonien und wurde auch schon als Oceanopapaver neocaledonicum Guillaumin in eine eigene Gattung Oceanopapaver Guillaumin gestellt. Dieser Strauch gedeiht auf über Serpentin gebildeten Böden.[4]
- Langkapselige Jute (Corchorus olitorius L.): Die Heimat sind die Tropen und Subtropen der Alten Welt.[3]
- Corchorus orinocensis Kunth: Sie kommt in Mexiko, in Südamerika und vielleicht auch in Mittelamerika vor.[2]
- Corchorus pseudocapsularis Schweinf.: Äthiopien bis südliches tropisches Afrika.[3]
- Corchorus pseudo-olitorius Islam & Zaid: Somalia bis östliches Tansania, südöstliches Pakistan.[3]
- Corchorus schimperi Cufod.: Äthiopien bis südliches Afrika.[3]
- Corchorus sidoides F.Muell.: Nördliches Australien.[3]
- Corchorus siliquosus L.: Sie kommt von Florida und Mexiko bis Panama und den Inseln in der Karibik vor und ist in Peru und Ecuador ein Neophyt.[2]
- Corchorus tridens L.: Sie kommt in Afrika, Afghanistan, Pakistan, Nepal und Australien vor und ist auf Barbados ein Neophyt.[2]
- Corchorus trilocularis L.: Sie kommt in Afrika auf der Arabischen Halbinsel, in Westasien, Pakistan, Indien, Nepal, Bhutan und Sri Lanka vor und ist in Yunnan, Java, Australien und Neukaledonien ein Neophyt.[2]
- Corchorus velutinus Wild: Südliches tropisches Afrika bis zum Limpopo.[3]
- Corchorus walcottii F.Muell.: Western Australia bis Northern Territory.[3]

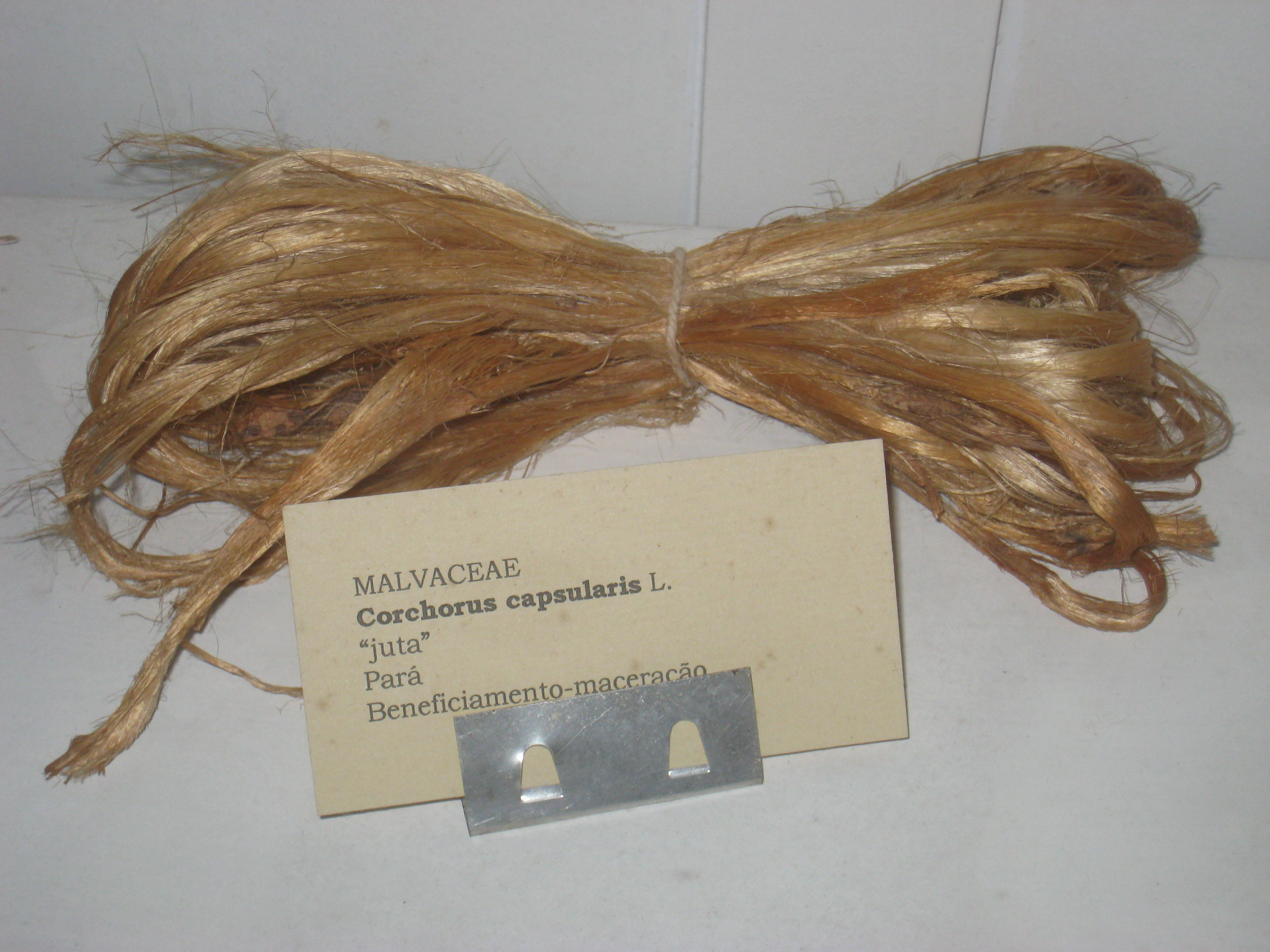
Jute von der Rundkapseligen Jute (Corchorus capsularis)

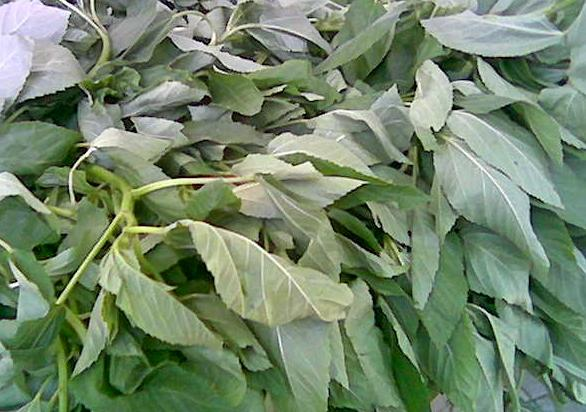
Geerntete Langkapselige Jute (Corchorus olitorius)

## Nutzung
Insbesondere die beiden Arten Rundkapselige Jute (Corchorus capsularis) und Langkapselige Jute (Corchorus olitorius) haben eine wirtschaftliche Bedeutung als Lieferant der Jutefaser. Das Hauptanbaugebiet ist das Ganges-Brahmaputra-Delta in Bangladesch.
Einige Arten werden beispielsweise in Westafrika als Blattgemüse genutzt.
Die Blätter der Langkapseligen Jute (Corchorus olitorius) und der Rundkapseligen Jute (Corchorus capsularis) werden roh oder gegart gegessen. Junge Blätter werden als Salat gegessen, aber ältere Blätter werden gegart und als Gemüse gegessen. Sie enthalten relativ viele Proteine. Getrocknete Blätter können zum Andicken von Suppen oder zum Zubereiten eines Tees verwendet werden. Unreife Früchte werden als Gewürz von Salaten und Gemüse verwendet. In der arabischen Küche werden die Blätter zu einem spinatähnlichen Gericht verarbeitet, der Molukhieh.
Die medizinischen Wirkungen der Langkapseligen Jute (Corchorus olitorius) und der Rundkapseligen Jute (Corchorus capsularis) wurden untersucht.
Aus den holzigen Pflanzenteilen der Langkapseligen Jute (Corchorus olitorius) und der Rundkapseligen Jute (Corchorus capsularis) werden Streichhölzer hergestellt.
Aus der Rundkapseligen Jute (Corchorus capsularis) wird Papier hergestellt.